# Discriminación por orientación sexual
El sexualismo puede hacer referencia a dos cosas: la discriminación por orientación sexual o la sexualidad en sí misma.

## Prejuicios basado en la orientación sexual
El sexualismo es una predisposición hacia la gente heterosexual, algo que algunos consideran una predisposición contra la gente lesbiana, gay, bisexual, queer o intersexo. Un término relacionado es prejuicio sexual, una actitud negativa hacia alguien por razón de su orientación sexual. Este predisposición no es igual que la homofobia, sino que es la discriminación hacia o contra el comportamiento no heterosexual. El heterosexismo sugiere que la base para este prejuicio no está en el individuo per se, sino que tiene una base cultural o biológica más amplia que resulta en actitudes pesadas hacia la heterosexualidad sobre otras orientaciones sexuales. El heterosexismo es una forma de la violencia estructural. Tampoco es lo mismo que machismo.
Una definición más temprana de este término es:
El sexualismo es la creencia que la heterosexualidad es la única manera de comportarse que es natural, normal o moral, y también se puede utilizar la palabra para hacer referencia a los efectos de ese instinto. La palabra heterosexismo ha sido propuesta para esencialmente significar la misma cosa. Esta palabra ha sido sugerida como un alternativo a homofobia, en parte porque usa una estructura paralela al sexismo o racismo. El propósito del heterosexismo es el examen del prejuicio cultural hacia los no heterosexuales en vez de prejuicio individual, que es el enfoque de la homofobia.
El sexualismo no debería confundirse con el heterocentrismo, que es una asunción (a menudo subconsciente) que todos son heterosexuales, y las actitudes asociadas con esa asunción. En la teoría queer, el heterocentrismo es relacionado con la heteronormatividad.

## Sexualidad/naturaleza sexual
El término sexualismo a menudo ha sido utilizado en la literatura para referir a la naturaleza sexual del varón. El término pansexualismo, visto especialmente en el campo del psicoanálisis durante los principios del siglo XX, fue basado en este uso. Los términos homosexualismo y bisexualismo también fueron basados en este uso, y fueron empleados comúnmente antes de la adopción general de los términos homosexualidad y bisexualidad. Todavía se usa la palabra sexualismo, aunque a menudo como parte de una palabra compuesta (por ejemplo, antisexualismo).